# Leine

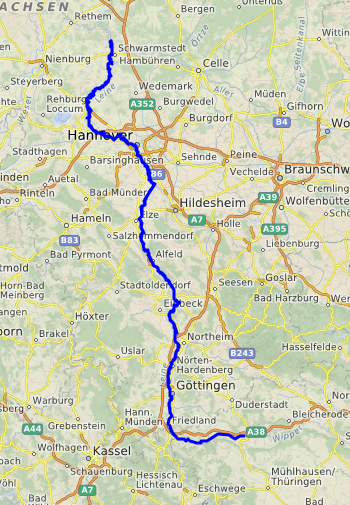
Il corso del Leine

Il Leine (in tedesco ) è un fiume tedesco che scorre nei Länder della Turingia e della Bassa Sassonia.
È tributario del fiume Aller, nel quale sfocia presso Schwarmstedt, e misura all'incirca 281 chiliometri di lunghezza.

## Corso
Il Leine, in antico sassone Lagina, nasce in Turingia vicino alla cittadina di Leinefelde. Dopo circa 40 km entra nel territorio della Bassa Sassonia con un corso che prosegue in direzione nord.
Lungo questo fiume si incontrano molte città, come Gottinga, Einbeck, Alfeld, e Gronau prima di entrare in Hannover, la città più grande che si sviluppa sulle sue rive.
Superata Hannover, dopo circa 40 km a nord delle città, il fiume si immette come affluente all'altezza di Schwarmstedt nel più grande Weser.
Il fiume è navigabile lungo la parte settentrionale del suo corso, ma in passato la navigazione del Leine raggiungeva a sud anche la città di Gottinga.
Nel secolo scorso il fiume era fortemente inquinato ma a partire dal 1960, con una serie di riforme, sono state adottate misure per migliorare la qualità dell'acqua. 
Ad oggi sul fiume viene praticata molta pesca sportiva.
Le acque del fiume presso la città di Gottinga scorrono in parte in un canale artificiale che si sviluppa parallelo al corso naturale del Leine.

## Nella narrativa
Nel suo bestseller del 1986 Red Storm Rising, l'autore Tom Clancy utilizza il fiume Leine come un importante ostacolo per l'avanzata dell'Armata Rossa dell'Unione Sovietica verso il Reno e i porti del Mare del Nord, dei Paesi Bassi e del Belgio, attraverso la Germania occidentale. In realtà, il fiume è piuttosto piccolo e, per la maggior parte della sua lunghezza, è piuttosto stretto e ha un volume di flusso ridotto. In quanto tale, non costituirebbe una barriera significativa per un esercito in avanzata.

## Galleria d'immagini

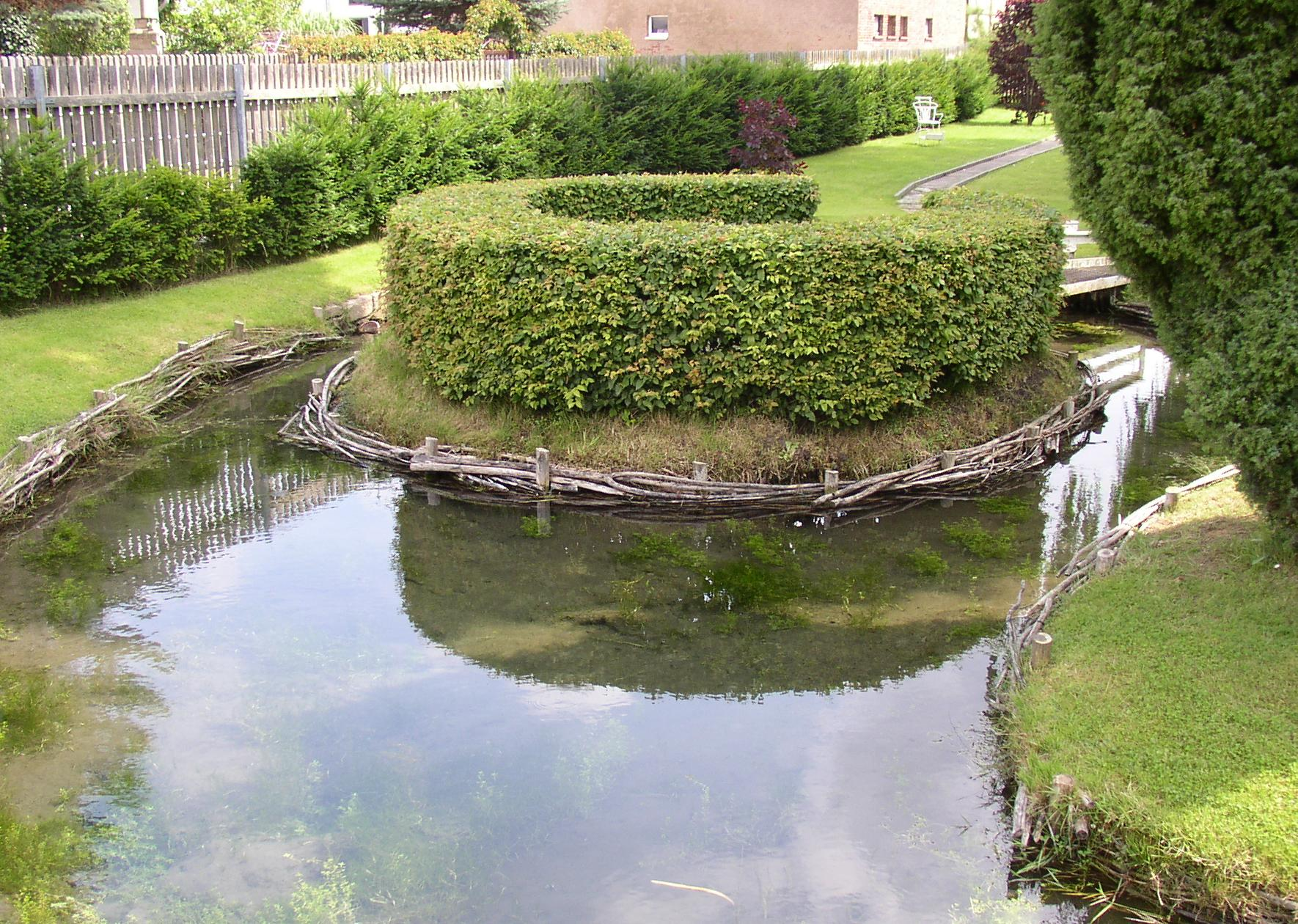
La cosiddetta "sorgente circolare" del fiume
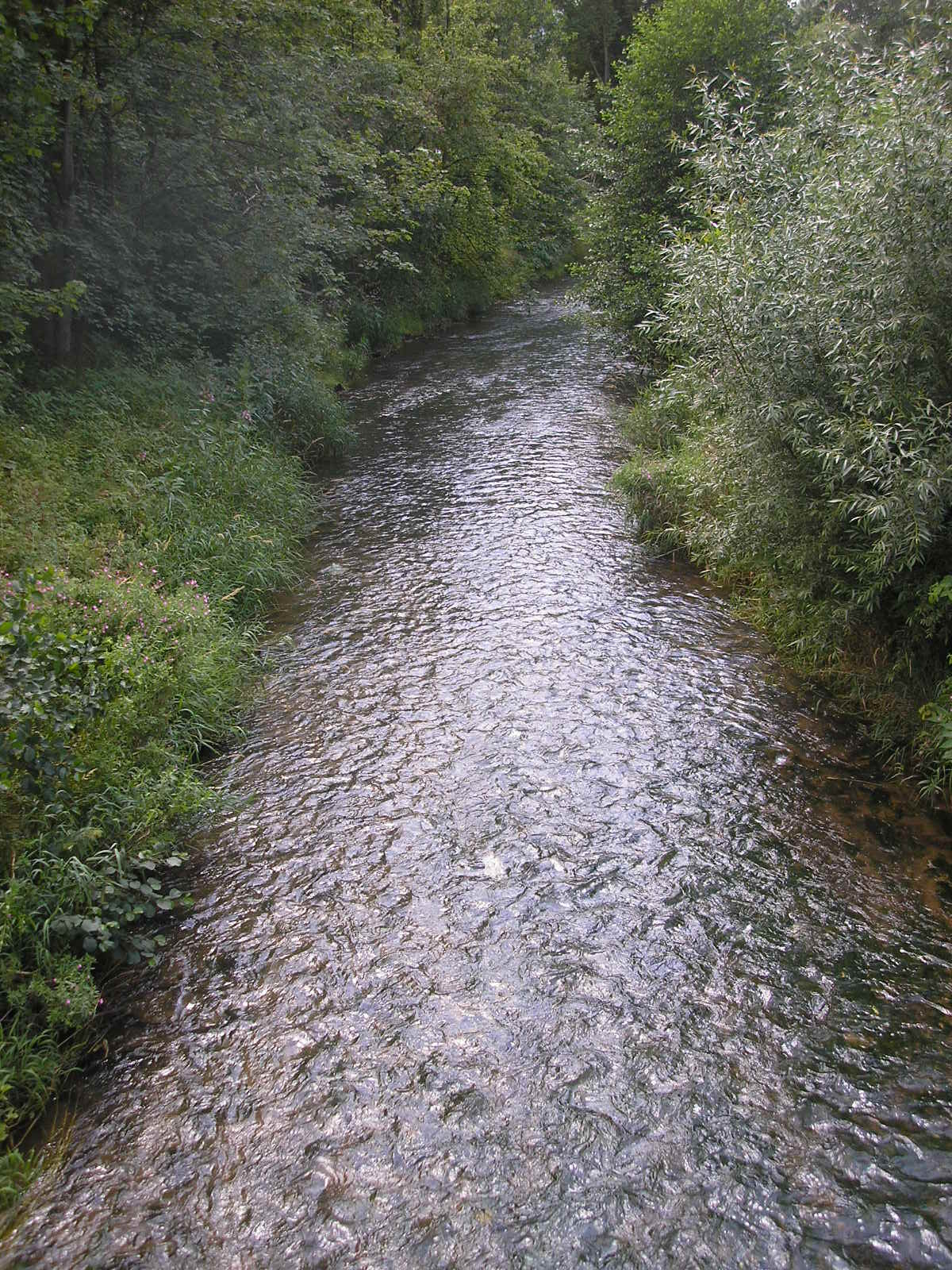
Il Leine presso Heiligenstadt.
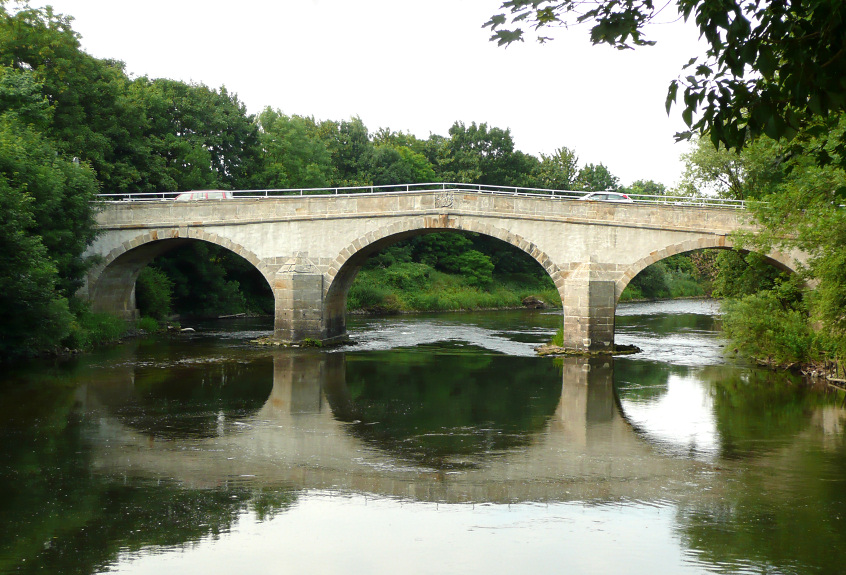
Ponte sul Leine del 1751 a Pattensen-Schulenburg.
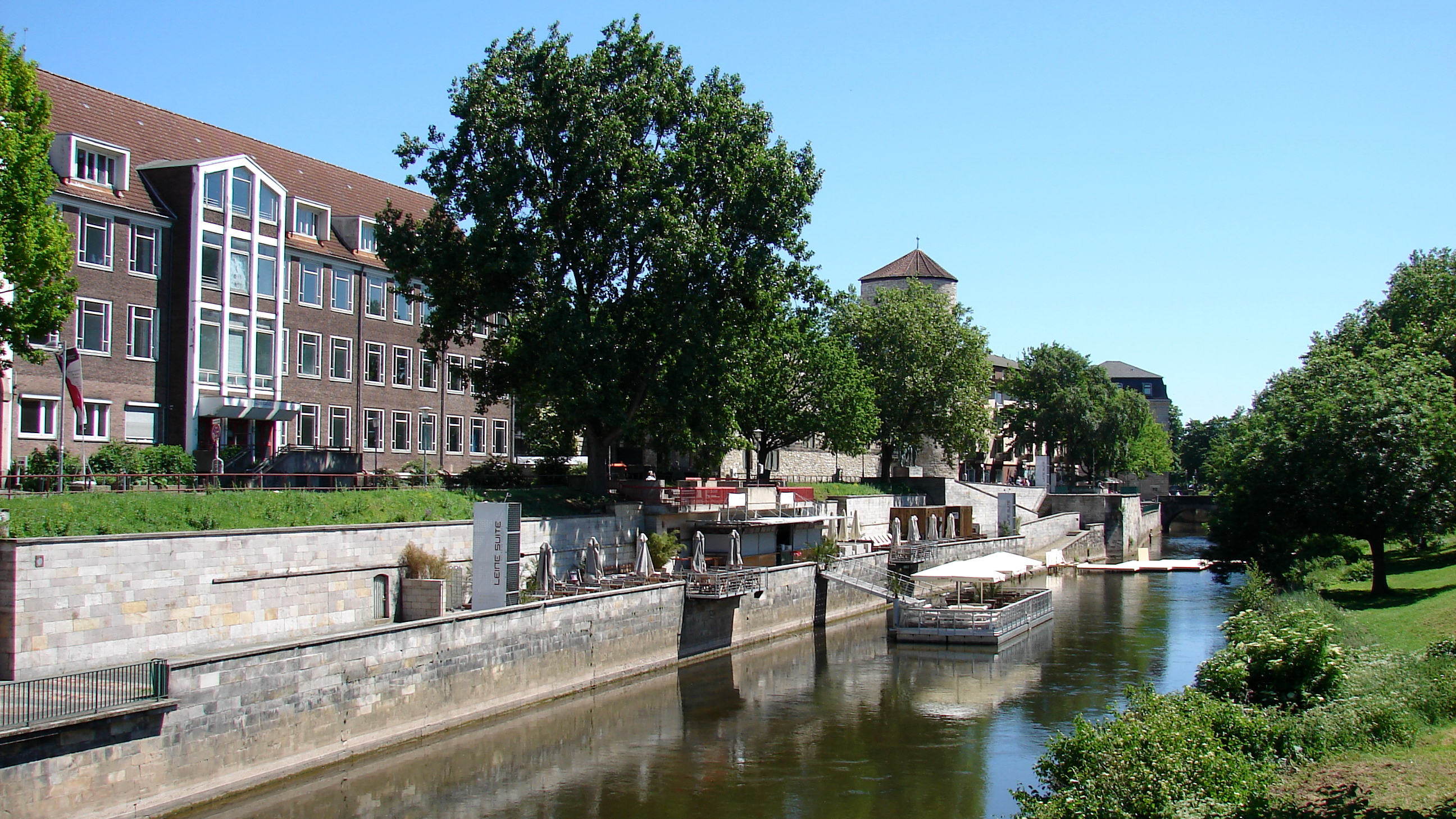
Il fiume ad Hannover lungo Hohes Ufer (in italiano "riva alta", da cui deriverebbe il nome della città di Hannover)